# Shanghai ATP Masters 1000 2011
Shanghai Rolex Masters 2011 — профессиональный теннисный турнир, в 3-й раз проводившийся в Шанхае, Китай на открытых кортах с покрытием типа хард. Турнир имеет категорию ATP 1000. Соревнования были проведены с 10 по 16 октября.
Прошлогодними чемпионами являются:
- Одиночный турнир —  Энди Маррей
- Парный турнир —  Юрген Мельцер /  Леандер Паес.

## Соревнования

### Одиночный турнир
Энди Маррей обыграл  Давида Феррера со счётом 7-5, 6-4.
- Маррей выигрывает свой 5й одиночный финал на соревнованиях ассоциации в году и 21й за карьеру. На этом турнире ему удалось защитить свой прошлогодний титул.
- Феррер выходит в свой 6й одиночный финал на соревнованиях ассоциации в году и 25й за карьеру.

### Парный турнир
Максим Мирный /  Даниэль Нестор обыграли  Ненада Зимонича /  Микаэля Льодра со счётом 3-6, 6-1, [12-10].
- Мирный выигрывает свой 3й в году и 40й за карьеру парный титул на соревнованиях мирового тура.
- Нестор выигрывает свой 3й в году и 74й за карьеру парный титул на соревнованиях мирового тура.